# Gerhard Wollner
Gerhard Wollner (* 28. Juli 1917 in Berlin; † 27. Mai 1997 ebenda) war ein deutscher Schauspieler und Kabarettist. In den 1950er Jahren war der West-Berliner ein bekannter Entertainer im DDR-Fernsehen.

## Leben
Nach dem Abschluss des Realgymnasiums und einer Schauspielausbildung bei Marie Borchardt in Berlin debütierte Wollner 1946 am Kabarett der Komiker. Es folgten Engagements an verschiedenen Kabaretts, wie an dem von Hans Joachim Heinrichs gegründeten Berliner Kammerbrettl sowie am Ostberliner Kabarett Frischer Wind. Er war Darsteller in Revuen am Friedrichstadtpalast und beim Deutschen Theater Berlin.
Seit 1953 gehörte Wollner zum Ensemble des DFF. So führte er 1953 als West-Berliner durch die erste Silvesterrevue und bildete mit Herbert Köfer ein Komikerpaar, welches später abwechselnd mit Heinz Quermann und Gustav Müller das Trio „Mikrofonisten“ bildete. Jene Formation trat erstmals im Herbst 1956 in der ersten großen Unterhaltungssendung des DDR-Fernsehens, in Da lacht der Bär auf, einem Vorläufer von Ein Kessel Buntes.
Als Film- und Fernsehschauspieler trat er ebenfalls seit den frühen 1950er Jahren in Erscheinung, anfangs noch in Produktionen der DEFA und des DFF und nach dem Berliner Mauerbau als freiberuflicher Künstler in West-Berlin. Dort trat Gerhard Wollner u. a. als Sketchpartner Dieter Hallervordens auf (z. B. im Sketch Palim-Palim aus Nonstop Nonsens).
Gerhard Wollner starb am 27. Mai 1997, zwei Monate vor seinem 80. Geburtstag.

## Filmografie (Auswahl)
- 1952: Schatten über den Inseln
- 1953: Die Störenfriede
- 1954: Die Entscheidung des Tilman Riemenschneider (Fernsehfilm)
- 1955: Ein Polterabend
- 1955: Das Stacheltier: Prometheus – Olympische Spiele mit dem Feuer
- 1959: Der Weihnachtsmann lebt hinterm Mond (Fernsehfilm)
- 1961: Die Hochzeitsreise (Fernsehfilm)
- 1961: Stöpsel (Fernsehfilm)
- 1967: Die Brücke von Remagen (ZDF-Fernsehspiel)
- 1969: Percy Stuart: Das grüne Auge
- 1970: Schlagzeilen über einen Mord (Fernsehfilm)
- 1970: Familie Bergmann (Fernsehserie)
- 1971: Tatort – Der Boss (Fernsehreihe)
- 1973: Lokaltermin: Auf die Minute / Der Amokfahrer (Fernsehserie)
- 1975–1980: Nonstop Nonsens
- 1974: Fluchtgedanken (Fernsehfilm)
- 1975: Beschlossen und verkündet: Ehrenmänner (Fernsehserie)
- 1977: Drei Damen vom Grill
- 1979: Die Koblanks
- 1979: Flugversuche (Fernsehfilm)
- 1980: Primel macht ihr Haus verrückt
- 1980: Bühne frei für Kolowitz (Fernsehfilm)
- 1984: Geschichten aus der Heimat (Fernsehserie) Folge: Bescheidenheit ist eine Zier
- 1985: Didi und die Rache der Enterbten
- 1986: Didi auf vollen Touren
- 1986–1989: Detektivbüro Roth (Kommissar, Fernsehserie)
- 1986–1991: Die Wicherts von nebenan
- 1988: Großstadtrevier: Kälteeinbruch
- 1989: Die Didi-Show
- 1986: Im Kopf brennt noch Licht (Fernsehfilm)
- 1990: Der Eindringling (Fernsehfilm)
- 1994: Alles außer Mord (Fernsehserie), Ep. Der Mann im Mond

## Hörspiele
- 1955: Anna Seghers: Das siebte Kreuz – Regie: Hedda Zinner (Rundfunk der DDR)
- 1961: Joachim Witte: Stunde der Angst (Steguweit) – Regie: Joachim Witte (Rundfunk der DDR)
- 1986: Michael Kautz: Gisa (Mutter) – Regie: Werner Grunow (Rundfunk der DDR)